# SOS (jelzés)

Az SOS morzejele

Az SOS jelzés {\displaystyle {\overline {\mbox{SOS}}}} nemzetközi morzekód vészjelzés. Három rövid, három hosszú és újabb három rövid jelzésből áll (· · · — — — · · ·), amely jel szétbontva az S, O, S betűknek felelnek meg. Bár a rövidítésnek sokan tulajdonítanak értelmet („Save Our Souls”: „Mentsétek meg a lelkeinket”; „Save Our Ship”: „Mentsétek meg a hajónkat”; vagy „Send Our Savior”: „Küldjétek a megmentőnket”), valójában azért egyeztek meg ebben a jelzésben, mert könnyű használni és felismerni még interferencia mellett is.

## Története
Az „SOS”-t mint vészjelzést a brit Marconi Társaság és a német Telefunken javaslatára fogadták el nemzetközi szinten az 1906. október 3-i berlini rádiókonferencián. Első ízben 1909-ben, az SS Slavonia hajó használta a jelzést Portugália partjai közelében. 1908 előtt hasonló helyzetben a hajók a CQD jelsorozatot adták le, amit a Marconi cég javasolt, aminek a jelentése „Sürgős! Minden állomásnak!” volt. (később ennek is olyan jelentést tulajdonítottak, mint „Come quick, danger” = „gyertek gyorsan, veszély” - de ezt a rádiósok csak a kód könnyebb megjegyezhetősége miatt találták ki). A CQD vészjelet első ízben 1899-ben, az Elbe kereskedelmi hajó adta le, amikor homokpadra futott Goodwin Sands közelében.
A mai szlengben és az üzleti e-mail levelezésben szinte kizárólag az üzenetek „sürgős” megjelöléseként használják.